# Любен Ілієв
Любен Борисов Ілієв (болг. Любен Борисов Илиев; нар. 24 липня 1989, Петрич) — болгарський борець вільного стилю, бронзовий призер чемпіонату Європи.

## Біографія
Народився 24 липня 1989 року в місті Петрич. Боротьбою займається з 2000 року, перший тренер: Спартак Стоїлов.

## Спортивні результати на міжнародних змаганнях

### Виступи на Чемпіонатах світу
| Змагання                        | Збірна   | Вагова категорія          | Місце |
| ------------------------------- | -------- | ------------------------- | ----- |
| Чемпіонат світу з боротьби 2013 | Болгарія | вільна боротьба, до 96 кг | 17    |

### Виступи на Чемпіонатах Європи
| Змагання                         | Збірна   | Вагова категорія           | Місце  |
| -------------------------------- | -------- | -------------------------- | ------ |
| Чемпіонат Європи з боротьби 2013 | Болгарія | вільна боротьба, до 96 кг  | Бронза |
| Чемпіонат Європи з боротьби 2014 | Болгарія | вільна боротьба, до 97 кг  | 9      |
| Чемпіонат Європи з боротьби 2016 | Болгарія | вільна боротьба, до 125 кг | 5      |

### Виступи на Кубках світу
| Змагання                    | Збірна   | Вагова категорія          | Місце |
| --------------------------- | -------- | ------------------------- | ----- |
| Кубок світу з боротьби 2011 | Болгарія | вільна боротьба, до 84 кг | 9     |

### Виступи на інших змаганнях
| Змагання                                                         | Збірна   | Вагова категорія           | Місце  |
| ---------------------------------------------------------------- | -------- | -------------------------- | ------ |
| Турнір Дана Колова — Николи Петрова 2008                         | Болгарія | вільна боротьба, до 74 кг  | 4      |
| Турнір Дана Колова — Николи Петрова 2010                         | Болгарія | вільна боротьба, до 84 кг  | Срібло |
| Турнір Дана Колова — Николи Петрова 2011                         | Болгарія | вільна боротьба, до 84 кг  | Золото |
| Вогні Москви 2012                                                | Болгарія | вільна боротьба, до 96 кг  | 5      |
| Турнір Дана Колова — Николи Петрова 2013                         | Болгарія | вільна боротьба, до 96 кг  | 10     |
| Меморіал Іона Корнеану 2013                                      | Болгарія | вільна боротьба, до 96 кг  | 4      |
| Меморіал Вацлава Циолковського 2013                              | Болгарія | вільна боротьба, до 120 кг | 5      |
| Золотий Гран-прі з боротьби 2014 (Париж)                         | Болгарія | вільна боротьба, до 97 кг  | Срібло |
| Турнір Дана Колова — Николи Петрова 2014                         | Болгарія | вільна боротьба, до 97 кг  | Бронза |
| Турнір Степана Саргісяна 2014                                    | Болгарія | вільна боротьба, до 125 кг | Бронза |
| Олімпійський кваліфікаційний турнір з боротьби 2016 (Зренянин)   | Болгарія | вільна боротьба, до 125 кг | Бронза |
| Олімпійський кваліфікаційний турнір з боротьби 2016 (Улан-Батор) | Болгарія | вільна боротьба, до 125 кг | 4      |
| Олімпійський кваліфікаційний турнір з боротьби 2016 (Стамбул)    | Болгарія | вільна боротьба, до 125 кг | 9      |
| Меморіал Вацлава Циолковського 2016                              | Болгарія | вільна боротьба, до 125 кг | 11     |